# Jean-Philippe Krasso
Jean-Philippe Krasso (* 17. Juli 1997 in Stuttgart, Deutschland) ist ein ivorisch-französischer Fußballspieler. Sein gegenwärtiger Verein ist der Paris FC und zudem ist er Nationalspieler der Elfenbeinküste.

## Karriere

### Verein
Jean-Philippe Krasso wurde im deutschen Stuttgart geboren, wuchs allerdings in Frankreich auf und spielte beim zentralfranzösischen Verein Chartres Horizon, bevor er in die Jugendabteilung des FC Lorient in die Bretagne wechselte. Für die zweite Mannschaft absolvierte er mindestens elf Spiele in der vierten Liga und spielte dann in der Folgezeit im Elsass beim SC Schiltigheim, einem Verein aus dem Straßburger Umland, und in Lothringen bei SAS Épinal – zwei ebenfalls in der vierten Liga spielenden Vereine –, bevor die AS Saint-Étienne ihn zum 1. Juli 2020 unter Vertrag nahm. Da Krasso in der Ligue 1 zu lediglich sechs Einsätzen kam, wurde er während des Wintertransferfensters der Saison 2020/21 an den Drittligisten FC Le Mans verliehen. Dort spielte er regelmäßig und schoss in 14 Spielen fünf Tore. Zurückgekehrt zur AS Saint-Étienne, kam Jean-Philippe Krasso zwar regelmäßiger zum Einsatz, konnte sich allerdings nicht in der Stammformation etablieren – 16 Punktspieleinsätze, aber nur fünf Mal in der Startelf –, woraufhin eine Leihe zum Zweitligisten AC Ajaccio folgte. Dort erkämpfte er sich als Mittelstürmer einen Stammplatz und schoss in 15 Spielen vier Tore. Im Sommer 2022 kehrte Krasso schließlich erneut zur AS Saint-Étienne zurück und nun gelang ihm der Durchbruch, als er sich als Mittelstürmer einen Platz in der Stammelf erkämpfen konnte. Im Juli 2023 wechselte er zum FK Roter Stern Belgrad, wo er einen starken Einstand feierte. Bereits in den ersten drei Ligaspielen gelangen ihm fünf Tore und zwei Vorlagen. Insgesamt absolvierte er 29 Partien in der serbischen SuperLiga, in denen er an elf Treffern direkt beteiligt war. Mit dem Team gewann er am Ende der Saison sowohl die Meisterschaft als auch den nationalen Pokal. Im Juli 2024 sicherte sich der französische Zweitligist Paris FC seine Dienste für eine Ablösesumme von 1,5 Millionen Euro. Dort war Krasso erneut treffsicher und erzielte in 31 Ligaspielen 22 Scorerpunkte. Mit seiner Leistung trug er maßgeblich zum Aufstieg des Paris FC in die Ligue 1 bei.

### Nationalmannschaft
Jean-Philippe Krasso lief für die ivorische U20-Nationalmannschaft auf, bevor er am 24. September 2022 beim 2:1-Sieg im Testspiel im französischen Le Petit-Quevilly gegen Togo sein Debüt für die A-Nationalmannschaft der Ivorer gab. Mit der Mannschaft nahm er am Afrika-Cup 2024 teil, den die Elfenbeinküste gewinnen konnte, und kam dabei in sechs der sieben Turnierspiele zum Einsatz.

### Erfolge
- Afrikameister: 2024